# 電子電路

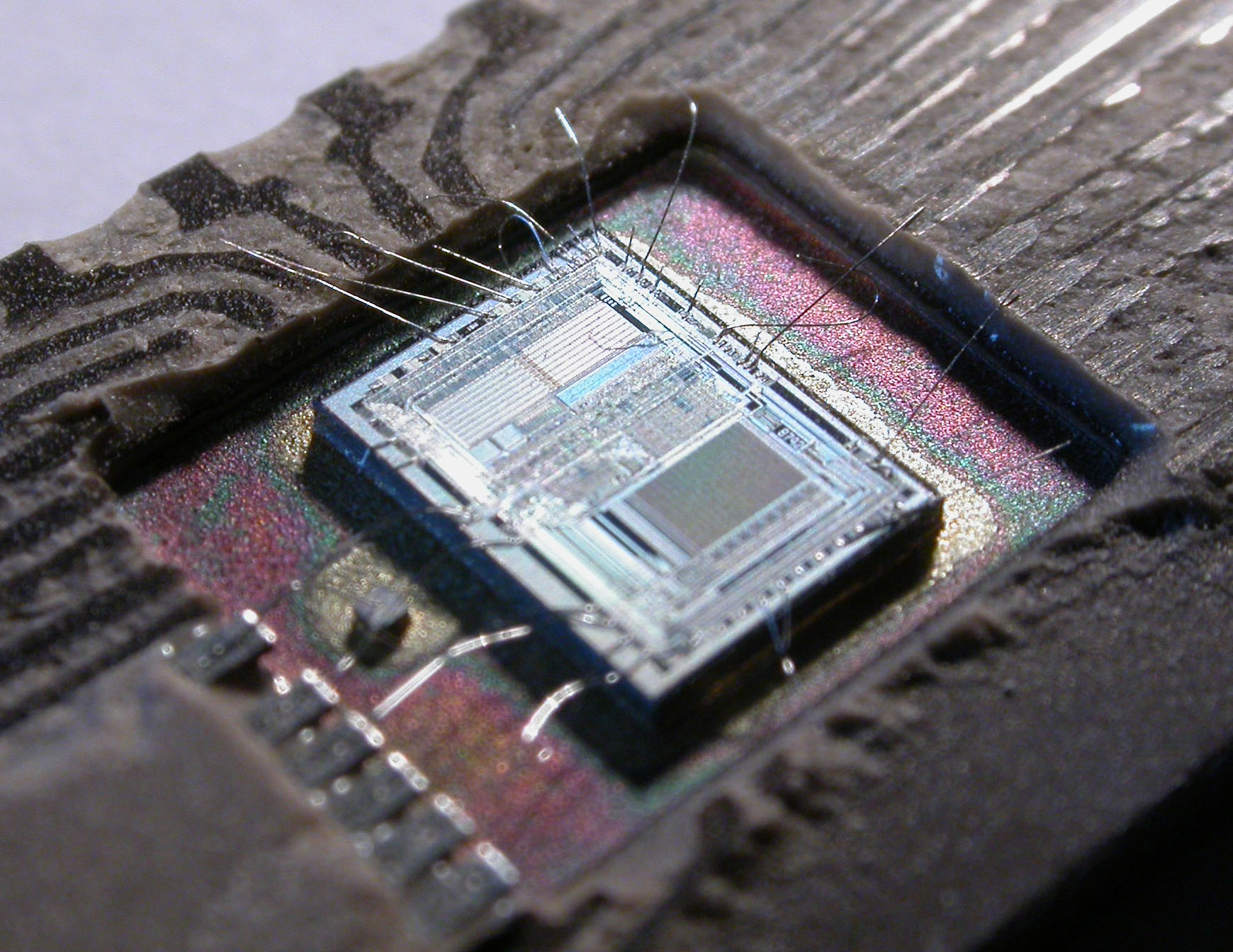
该集成电路来自Intel 8742，这是一种8位微控制器，在同一芯片中包括 CPU、128字节RAM、2048字节EPROM和I/O。

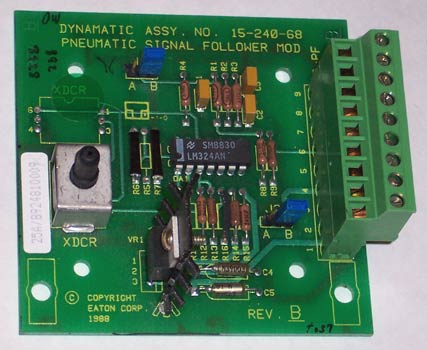
一個以印刷電路板 (PCB)所做的電路。

電子電路（英語：electronic circuit）由各種電子元件組成，為一種電路類型。電子電路的組成元件可包含主動元件（訊號源、電壓源、電流源）、被動元件（電阻、電感、電容）或任何導體，這些元件透過導線或電路板上的導電線路相互連接，使電流得以流通，且能夠進行電訊號的運作。

## 關於不同時期的電子電路
- 研發與測試時期，為了方便進行測試電路的可行性，常使用麵包板（Breadboard）、穿孔纤维板（Perfboard）、条状铜箔面包板（Stripboard），來進行電路的組裝。
- 量產時期，常使用生產線用以大量製造印刷電路板的電路，來加速生產效能。
- 改良製程時，常使用半導體技術產生的IC（積體電路），來大幅減少電路的體積，經由大幅減少所使用電子元件，通常亦可改善耗電與散熱問題。

## 電子元件
- 被動元件，即電阻、電容、電感、二極體、發光二極體··等，為電子電路一般常用元件。
- 主動元件，即電晶體、積體電路（矽片）··等，為電子電路一般常用元件。

### 類比電路

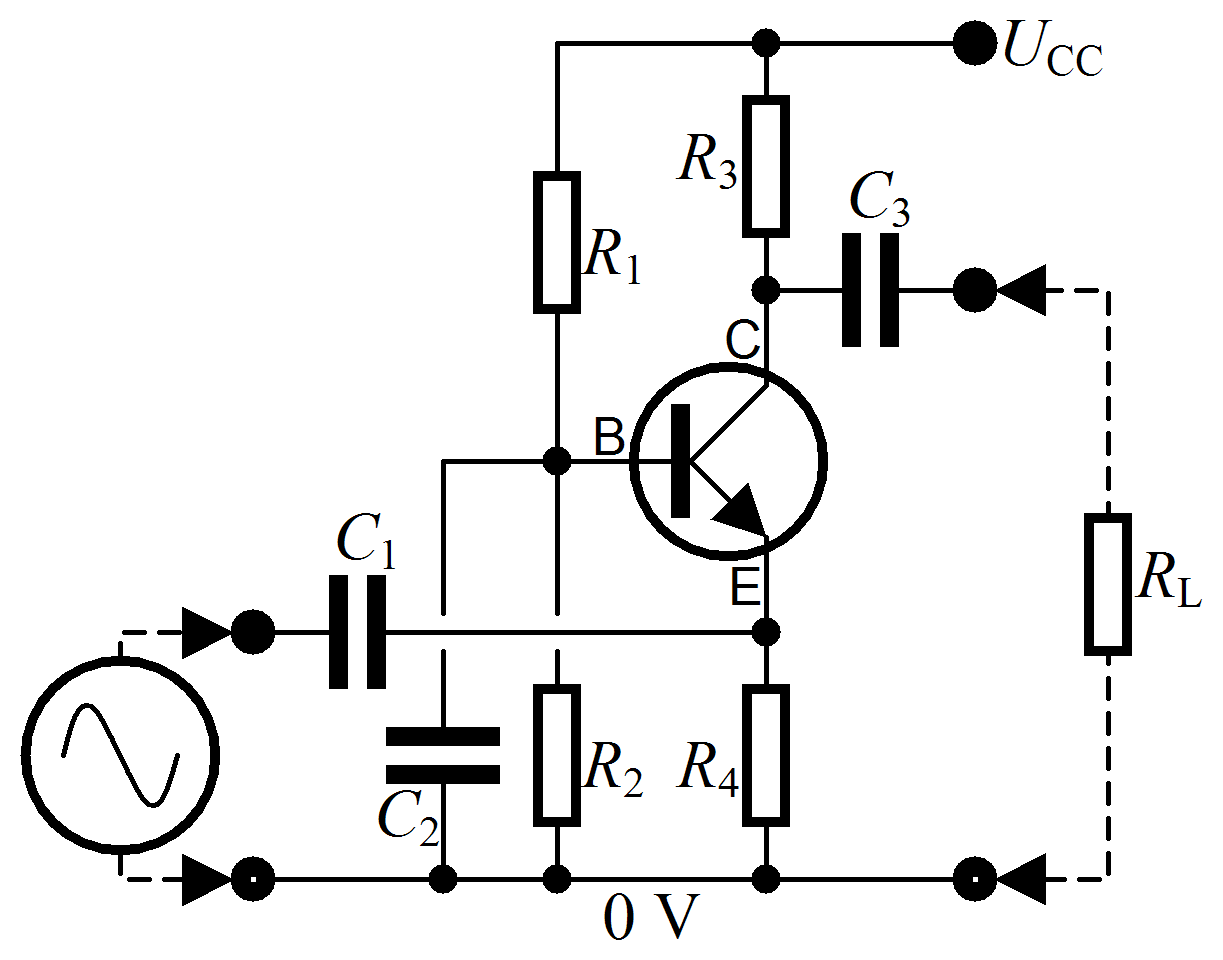
一個A類放大器的類比電路的電路圖。

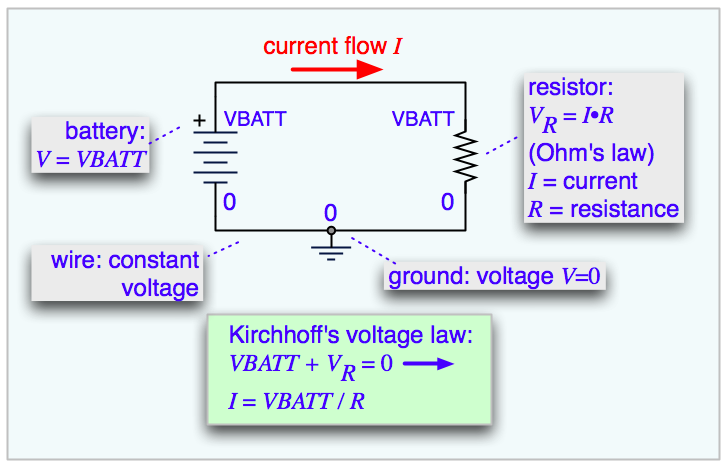
一个展示着导线、电阻和电池的简单原理图